# Crocus (série télévisée d'animation)
Pour les articles homonymes, voir Crocus (homonymie).
Crocus (とんがり帽子のメモル, Tongari boshi no Memoru) est une série d’anime en 50 épisodes de 24 minutes, créée par Saburo Yokoi, produite par la Tōei et diffusée du 3 mars 1984 au 3 mars 1985 sur TV Asahi.
En France, la série a été diffusée à partir de Juillet 1989 sur Canal+, et au Québec à partir du 1er septembre 1989 à Super Écran.

## Synopsis
Crocus (Memole en version originale) est une petite lutine extraterrestre qui a échoué sur la Terre avec ses amis Pipeau, Brin d'or et Piwi. Vivant dans la nature, elle se fera recueillir par une fille humaine, Marielle, qui va tenter de les aider à rentrer chez eux et cacher leur existence à ses amis, Antoine et Grâce, qui sont fiancés.

## Voix françaises
- Aurélia Bruno : Crocus
- Séverine Morisot : Marielle
- Nadine Delanoë : la narratrice

 Source et légende : version française (VF) sur RS Doublage

## Épisodes
1. Premiers contacts
2. Je ne lui ai pas encore dit bonjour
3. Le serpent au ruban rouge
4. La première amie sur la Terre
5. Les joues roses
6. Un cadeau pour Marielle
7. L'escapade
8. La balade du petit cœur bleu
9. Les œufs au plat
10. Le secret de Marielle
11. La voix de papa
12. Un métier inavouable
13. Le tir à la corde du jour des fleurs
14. Mal de dent et violon de course
15. Une nuit chez Marielle
16. Le rocher du cheval blanc
17. Le bonnet de Crocus
18. Perdu dans la forêt
19. Maladie d'amour
20. Quand la reine des cèdres est là
21. La fin d'un secret
22. Le rendez-vous
23. Le départ de Marielle
24. La décision de Crocus
25. Jimmy le fugueur
26. Marielle a des ennuis
27. Sans voix
28. Monsieur Bernard
29. La lettre radiophonique
30. Le spectacle de marionnettes
31. La tristesse de Crocus
32. Cynthia et la danse
33. Le mystère du téléphone
34. Les yeux de Michel
35. La liqueur de perle
36. Le petit loulou
37. Le concours de fin d'année
38. Le retour de Crocus
39. Le chewing-gum
40. Le cadeau de Noël
41. Les meilleurs souvenirs
42. Crocus infirmière
43. Le mariage
44. Le calendrier de Pipo
45. L'accident
46. Gare à l'arbre !
47. L'amour sincère de Grâce
48. Le chagrin d'amour de Marielle
49. Grand-père est malade
50. L'heure du grand départ